# Гаріса
Гарісá (вірм. Հարիսա) — вірменська національна страва з пшениці та м'яса.

## Історія виникнення
Існує легенда про Аріса, в якій говориться про те, що Григорій Просвітитель прибув до Вагаршапату і протягом 60 днів проповідував християнство місцевим язичникам. Для того, щоб дати їжу бідним, він наказав принести багато масла і овець. Вівці були заколоті ножем і приготовані у великих горщиках з пшеницею. Григорій Просвітитель наказав чоловікам змішувати м'ясо в горщиках, звідти походить назва страви — Гаріса, а саме від слова «Харек са», що в перекладі з вірменської означає «змішуйте це».

## Технологія приготування
Гаріса готується з пшениці та м'яса курки, інколи баранини або яловичини.
Відварюють м'ясо, потім відокремлюють його від кісток, а бульйон використовують як основу для приготування гаріси. Для приготування беруть вірменську пшеницю — дзавар. Дзавар перебирають та промивають, кладуть до м'яса. Отриману суміш додають в бульйон. Варять 3–4 години, постійно помішуючи. В кінці варіння домішують вершкове масло, сіль за смаком.
Готують цю страву довго, постійно помішуючи, збиваючи, щоб вийшла однорідна, густа, тягуча маса.

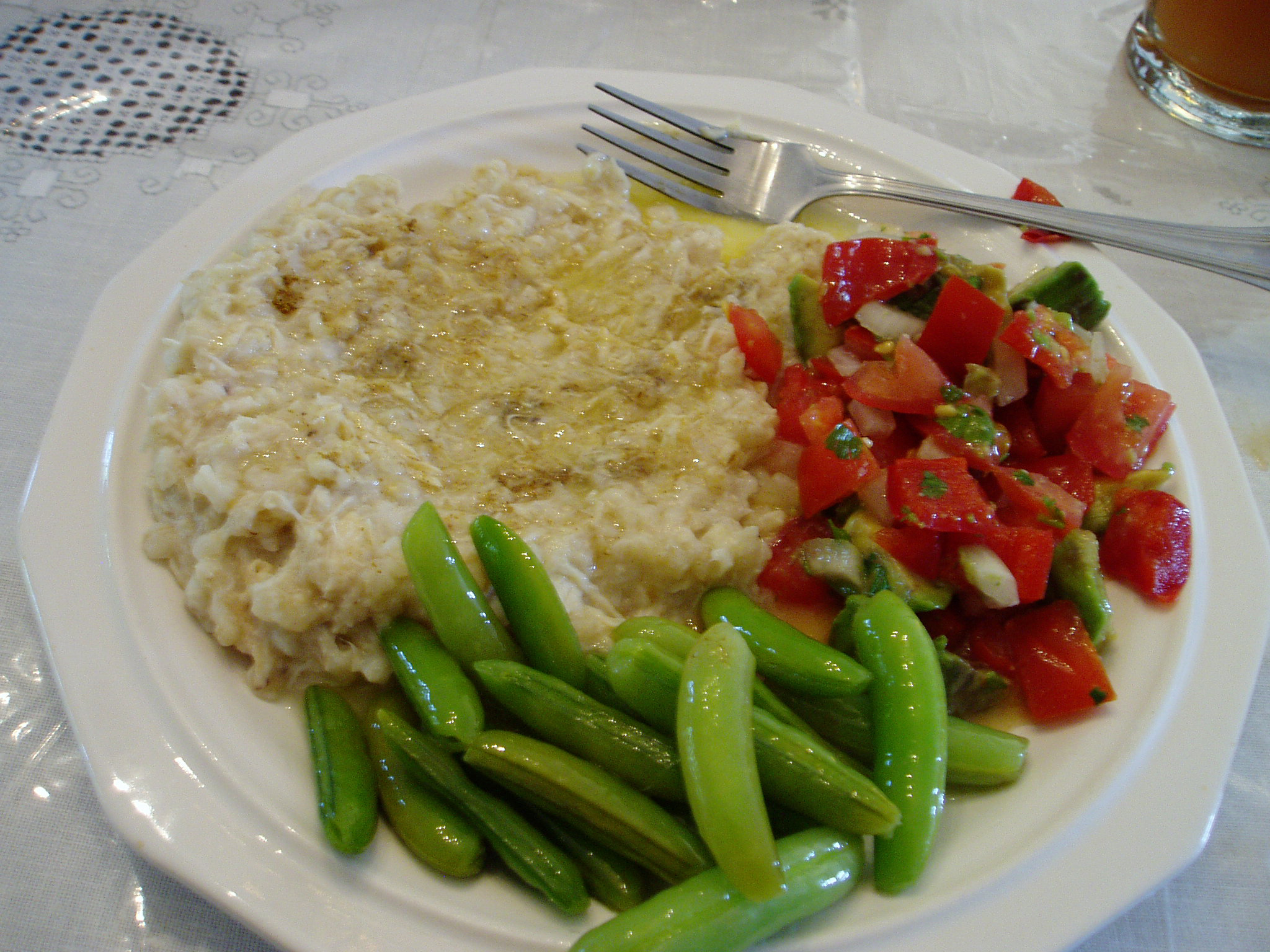
Гаріса з овочами